# Чемпионат Армении по хоккею с шайбой
Чемпионат Армении по хоккею с шайбой — национальный мужской чемпионат по хоккею с шайбой в Армении. Разыгрывался с 2000-го по 2019-й год. С 2023 года проведение чемпионата Армении возобновилось в рамках Армянской хоккейной лиги.

## Создание Армянской хоккейной лиги
Армянская хоккейная лига (АХЛ) — хоккейная лига, образованная в феврале 2023 года. Стала продолжением розыгрыша национального чемпионата Армении по хоккею с шайбой. Организатор регулярного чемпионата АХЛ и плей-офф, в котором команды соревнуются за Кубок Григория Мкртычана. По итогам плей-офф определяется победитель, который получает титул чемпиона АХЛ и становится обладателем главного трофея лиги — Кубка Григория Мкртычана. В ноябре 2023 года Федерация хоккея Армении передала АХЛ эксклюзивные права на проведение чемпионата Армении и всех национальных хоккейных турниров.

### История
Осенью 2022 года предприниматель из Москвы и основатель любительской лиги SHL («Стань хоккейной легендой») Пётр Лебедев искал ледовую площадку в Ереване для хоккейных тренировок. Увидев большое число желающих, Лебедев решил создать взрослую хоккейную школу для новичков и любителей: сформировал тренерский штаб из бывших профессиональных хоккеистов, арендовал площадку в Ереванской школе фигурного катания и хоккея, а также закупил экипировку и предоставлял ее ученикам в бесплатную аренду.
В начале 2023 года в хоккейной школе занималось около 100 человек. В январе и феврале Лебедев организовал два международных турнира, в которых приняли участие будущие команды Армянской хоккейной лиги: «Львы» (команда, составленная из армянских хоккеистов, проживающих в Ереване), «Перцы» (составлена из учеников школы), «Акулы» (команда, составленная из военнослужащих РФ) и Falcons.
В марте 2023 года АХЛ провела драфт для укомплектования составов команд «Перцы» и «Пюник» из числа лучших учеников школы и бывших профессиональных хоккеистов. Первый сезон АХЛ стартовал 2 апреля 2023 года. Из-за разного уровня игроков статус лиги является полупрофессиональным, что подразумевает отсутствие силовых приемов.

### Создание ХК «Пюник»
В Ереване Лебедев познакомился с президентом футбольного «Пюника» Артуром Согомоняном и предложил ему создать хоккейную команду с таким же названием. Согомонян положительно отреагировал на возрождение хоккейной культуры в Армении, разрешил использовать название и вошел в руководство команды.

## Изменение состава участников АХЛ по сезонам
| Сезон   | Вступили в АХЛ                         | Вышли из АХЛ | Общее число участников |
| 2023    | «Львы» «Пюник» «Перцы» «Акулы» Falcons |              | 5                      |
| 2023/24 | «Львы» «Пюник» «Перцы» Falcons         | «Акулы»      | 4                      |
| 2024/25 | «Львы» «Пюник» «Перцы» БКМА            | Falcons      | 4                      |

## Президенты АХЛ
- Петр Лебедев (2023 — н.в.)

## Структура сезона
Структура проведения чемпионата и состав участников предстоящего сезона ежегодно определяется и утверждается Советом директоров АХЛ.

### Регулярный сезон
По результатам Первого этапа определяются:
1. Победитель Регулярного чемпионата Армянской хоккейной лиги;
2. Порядок занятых клубами мест для определения пар команд-участников игр серий плей-офф на Втором этапе чемпионата.

За победу в матчах регулярного чемпионата присуждается два очка. Общая система начисления очков выглядит так:
|                                       | с сезона 2023 |
| Победа в основное время               | 2 очка        |
| Победа в овертайме или по буллитам    | 2 очка        |
| Поражение в овертайме или по буллитам | 1 очко        |
| Поражение в основное время            | 0 очков       |

### Плей-офф Кубка Григория Мкртычана
Команды, занявшие по итогам первого этапа места с 1-го по 4-е, участвуют во втором этапе чемпионата. На втором этапе по системе плей-офф определяют победителя Кубка Григория Мкртычана. В плей-офф проводятся серии матчей 1/2 финала и финал. Серии плей-офф проводятся до трех побед.

## Команды

### Сезон-2023
| Команда | Город  | Основан | в АХЛ | Главный тренер     | Капитан          | Кубок      |
| «Львы»  | Ереван | 2017    | 2023  | Вадим Гуськов      | Эрик Микаэлян    | Победитель |
| «Пюник» | Ереван | 2023    | 2023  | Игорь Кривых       | Петр Лебедев     |            |
| «Перцы» | Ереван | 2023    | 2023  | Сергей Худяков     | Сергей Кузьминов |            |
| Falcons | Ереван | 2022    | 2023  | Григорий Романенко | Михаил Фомин     |            |
| «Акулы» | Ереван |         | 2023  |                    |                  |            |

### Сезон-2023/24
| Команда | Город  | Основан | в АХЛ | Главный тренер     | Капитан          | Кубок      |
| «Львы»  | Ереван | 2017    | 2023  | Максим Кузнецов    | Эрик Микаэлян    |            |
| «Пюник» | Ереван | 2023    | 2023  | Игорь Кривых       | Петр Лебедев     | Победитель |
| «Перцы» | Ереван | 2023    | 2023  | Сергей Худяков     | Сергей Кузьминов |            |
| Falcons | Ереван | 2022    | 2023  | Григорий Романенко | Михаил Фомин     |            |

### Сезон-2024/25
| Команда | Город  | Основан | в АХЛ | Главный тренер  | Капитан          | Кубок |
| «Львы»  | Ереван | 2017    | 2023  | Максим Кузнецов | Эрик Микаэлян    |       |
| «Пюник» | Ереван | 2023    | 2023  | Игорь Кривых    | Петр Лебедев     |       |
| «Перцы» | Ереван | 2023    | 2023  | Сергей Худяков  | Сергей Кузьминов |       |
| БКМА    | Ереван | 2024    | 2024  |                 |                  |       |

## Выступление команд в АХЛ[3]
С момента основания лиги в 2023 году в чемпионатах АХЛ приняло участие 5 команд. В таблице указаны места команд по итогам регулярной части чемпионатов АХЛ, а также достигнутые раунды плей-офф в каждом сезоне КХЛ (обозначено цветом). Команды упорядочены с учётом наилучших занятых мест по итогам их выступления в чемпионатах КХЛ.
| Команда | 2023       | 2023/24    | 2024/25    |
| «Львы»  | победитель | финалист   | 2 место    |
| «Пюник» | финалист   | победитель | 4 место    |
| «Перцы» | 1/2 финала | 1/2 финала | 3 место    |
| «Акулы» | 5 место    | --         | --         |
| Falcons | 1/2 финала | 1/2 финала | --         |
| БКМА    | --         | --         | победитель |

## АХЛ на ТВ и YouTube
Все матчи АХЛ транслируются в прямом эфире на YouTube-канале VTV. Об играх армянского чемпионата регулярно рассказывают на ТВ-каналах, спортивных интернет-изданиях и телеграм-каналах. Матчи АХЛ комментирует звезда спортивной журналистики в Армении Эдуард Калантарян. Он оказывает лиге большую информационную поддержку.

## Призёры чемпионата Армении и АХЛ
| Сезон   | Чемпион       | -е место      | -е место      |
| ------- | ------------- | ------------- | ------------- |
| 2000/01 | СКА           | Шенгавит      | Динамо        |
| 2001/02 | не проводился | не проводился | не проводился |
| 2002/03 | Динамо        | нет данных    | нет данных    |
| 2003/04 | Динамо        | БМА           | Шенгавит      |
| 2004/05 | Динамо        | СКА           | Ширак         |
| 2005/06 | Урарту        | СКА           | Динамо        |
| 2006/07 | Урарту        | Шенгавит      | СКА           |
| 2007/08 | Урарту        | Динамо        | СКА           |
| 2008/09 | Урарту        | Динамо        | Ширак         |
| 2009/10 | Урарту        | нет данных    | нет данных    |
| 2010/11 | Урарту        | нет данных    | нет данных    |
| 2011/12 | Урарту        | Урарту        | Урарту        |
| 2012/13 | Арарат        | Арарат        | Арарат        |
| 2013/14 | Арарат        | Арарат        | Арарат        |
| 2014/15 | Урарту        | Урарту        | Урарту        |
| 2015/16 | Арарат        | Урарту        | Эребуни       |
| 2016/17 | Арарат        | Урарту        | Малатия       |
| 2017/18 | Арарат        | Урарту        | Малатия       |
| 2018/19 | Урарту        | Еребуни       | Арарат        |
| 2023    | Львы          | Пюник         |               |
| 2023/24 | Пюник         | Львы          |               |
| 2024/25 | БКМА          | Львы          | Перцы         |